# Bombardeo de la iglesia melquita de Derdghaya
El bombardeo de la iglesia melquita de Derdghaya fue un ataque aéreo llevado a cabo el 9 de octubre de 2024, por las Fuerzas de Defensa de Israel (FDI) contra una iglesia melquita en la aldea de Derdghaya, en el sur del Líbano, como parte de la invasión israelí del Líbano de 2024. El ataque aéreo mató al menos a ocho personas dentro de la iglesia. Las FDI también atacaron la casa de un sacerdote y las oficinas de la parroquia.

## Bombardeo
Como resultado de la invasión israelí del Líbano de 2024, más de 1,2 millones de ciudadanos libaneses se han visto obligados a abandonar de sus hogares debido a los bombardeos israelíes y los combates entre Hezbolá y las FDI. La Iglesia Melquita de Derdghaya, situada en el distrito de Tiro, al sur del país, albergaba a numerosos desplazados en la propia iglesia y en dos de las salas adyacentes.
La iglesia había sido bombardeada previamente por Israel en 1978 y nuevamente en 1992.
La organización católica de ayuda pastoral, Ayuda a la Iglesia Necesitada, informó que el 9 de octubre de 2024, un misil israelí impactó contra la iglesia, destruyéndola por completo y matando al menos a ocho personas que se encontraba refugiadas en su interior. Otro misil impactó en la casa de un sacerdote y en un edificio de tres pisos donde se encontraban las oficinas parroquiales, destruyéndolos también por completo.
El ejército israelí reconoció la autoría del ataque y lo justificó afirmando que estaba dirigido contra milicianos.

## Reacciones
El 11 de octubre de 2024, el papa Francisco publicó dos comunicados en su cuenta oficial de X (antigua Twitter) en las que afirmaba,

Todas las naciones tienen derecho a existir en paz y seguridad. Sus territorios no deben ser atacados y su soberanía debe ser respetada y garantizada mediante la paz y el diálogo. La guerra y el odio sólo traen muerte y destrucción para todos.

y 

Pido un alto el fuego inmediato en todos los escenarios de conflicto en Oriente Medio, incluido el Líbano. Oremos juntos por el pueblo libanés, especialmente por los habitantes del sur que se han visto obligados a huir de sus hogares. Ojalá puedan regresar pronto y vivir en paz. #Peace.

El patriarca latino de Jerusalén, el cardenal Pierbattista Pizzaballa, emitió un comunicado ese mismo día donde decía que: «No nos rendiremos ante los acontecimientos que parecen separarnos, sino que buscaremos siempre ser sedientos constructores de paz y justicia».